# Gare de Bramley (Yorkshire de l'Ouest)
La gare de Bramley est une gare ferroviaire du Royaume-Uni, située dans la banlieue de Bramley dans le Leeds, Yorkshire de l'Ouest en Angleterre. Aujourd'hui, ce n'est qu'un arrêt ou halte parce qu'il n'y a ni d'agent ferroviaire, ni des aiguillages.
Les services à partir de Bramley sont opérés par Northern Rail.

## Situation ferroviaire
La gare est située sur la ligne ferroviaire de deux voies entre Leeds et Bradford Interchange, à environ 4,6 milles (7,4 km) ouest de Leeds. Elle possède deux quais laterales en échelon, dont le quai sud est à l'est de Swinnow Road, et le quai nord à l'ouest. Entre les quais, la ligne traverse Swinnow Road sur un pont. Vue de Leeds, c'est la première station sur la ligne, elle est suivie par la Gare de New Pudsey.

## Histoire

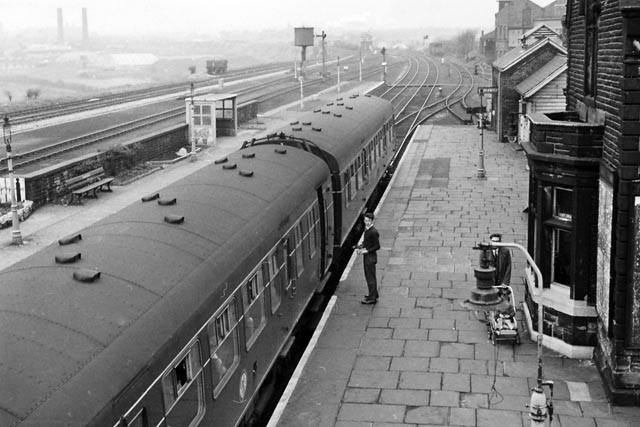
L'ancienne gare en 1961

La ligne ferroviaire entre Leeds et Bradford Interchange avec la gare de Bramley est ouverte le 1er août 1854 (originairement jusqu'à Bradford Adolphus Street). La gare est fermée le 4 juillet 1967, mais rouverte comme arrêt le 12 septembre 1983.

## Service des voyageurs

### Accueil
La station ne possède pas un bâtiment voyageurs, ni un distributeur automatique de billets. Seul le quai sud (No. 1) est complêtement accessible aux handicapés, parce que l'accès au quai nord (No. 2) est par une voie étroite d'une rue à grande circulation . Il y a une petite salle d'attente par quai, et des affichages automatisées.

### Desserte
Les jours de la semaine, trois trains par heure s'arrêtent à Bramley en tous les deux directions. Vers l'est, tous les trains se terminent à Leeds. Vers le ouest, deux trains par heure continuent vers Manchester Victoria et un train par heure vers Huddersfield. Les dimanches et les jours fériés, il y a deux trains par heure pour York, un train par heure pour Manchester et un train par heure pour Blackpool ou Huddersfield. Les services de et vers Blackpool North ne s'arrêtent pas à Bramley.

### Intermodalité
Les prochains arrêts d'autobus sont au nord en Stanningley Road (services pour Bradford, Leeds et Pudsey) et au sud en Swinnow Road (services pour Bradford, Leeds, Horsforth, Pudsey et Seacroft).